# Читерна (Парма)
Читерна (итал. Citerna) је насеље у Италији у округу Парма, региону Емилија-Ромања.
Према процени из 2011. у насељу је живело 50 становника. Насеље се налази на надморској висини од 199 м.